# Іванюш Ірина Ігорівна
Іри́на І́горівна Іванюш (народилася 18 квітня 1990, Дрогобич) — українська військова-доброволиця, учасниця російсько-української війни (з 2014), госпітальєрка.

## Життєпис
Народилася 18 квітня 1990 року в місті Дрогобич; була єдиною дитиною в сім'ї. Мати має інвалідність через хворобу серця. Батько працював на автокрановому заводі. Сім'я утримує дідуся й бабусю. Неодружена.
Брала участь у мовних і літературних конкурсах. На 200 балів склала ЗНО з української мови. Здобула філологічну освіту в Дрогобицькому університеті. Допомагала активістам з часу повстання Євромайдану. Вступила до Дніпропетровської медичної академії, і в зв'язку з початком війни з першого курсу пішла доброволицею санінструкторкою на фронт.
Доброволиця, медсестра, учасниця медичного батальйону «Госпітальєри», врятувала життя десятків бійців. 26 травня 2015-го Ірина Іванюш зі ще трьома бійцями підірвались на міні біля смт Водяного, внаслідок чого втратила обидві ноги і пошкодила око. Втратила 3 літри крові, впала у кому. Проходила лікування у Дніпропетровському госпіталі. Допомогу на лікування також отримувала з пожертв небайдужих. Станом на початок червня 2015-го почала повертатися до життя.
На виборах до Київської міської ради 2015 року балотувалася від Всеукраїнського об'єднання «Свобода». На час виборів була військовослужбовицею, проживала в Дрогобичі Львівської області.

## Нагороди
За особисту мужність і героїзм, виявлені у захисті державного суверенітету та територіальної цілісності України, вірність військовій присязі під час російсько-української війни, відзначена нагородою:
- 13 серпня 2015 року — орденом «За мужність» III ступеня.